# Oceanic Linguistics
Oceanic Linguistics („językoznawstwo oceaniczne”) – czasopismo naukowe poświęcone językom autochtonicznym Oceanii i niektórych regionów Azji Południowo-Wschodniej. Zajmuje się przede wszystkim językami austronezyjskimi, ale publikuje także artykuły z zakresu języków aborygeńskich (Australia) i papuaskich (Nowa Gwinea). Na łamach czasopisma przedstawia się teorię lingwistyczną w odniesieniu do języków tego regionu, wyniki badań historycznych oraz nowe informacje na temat słabo udokumentowanych języków.
Czasopismo wychodzi dwa razy w roku.